# Abdollah Movahed
Abdollah Movahed Ardabili (in persiano عبدالله موحد اردبیلی‎; 2 marzo 1940) è un ex lottatore iraniano, specializzato nella lotta libera.

## Palmarès

### Olimpiadi
- 1 medaglia:
  - 1 oro (Città del Messico 1968 nei 70 kg)

### Mondiali
- 5 medaglie:
  - 5 ori (Manchester 1965 nei 70 kg; Toledo 1966 nei 70 kg; New Delhi 1967 nei 70 kg; Mar del Plata 1969 nei 68 kg; Edmonton 1970 nei 68 kg)

### Giochi asiatici
- 2 medaglie:
  - 2 ori (Bangkok 1966 nei 70 kg; Bangkok 1970 nei 68 kg)